# Mormoops blainvillei
Mormoops blainvillei е вид прилеп от семейство Mormoopidae. Видът не е застрашен от изчезване.

## Разпространение и местообитание
Разпространен е в Доминиканска република, Куба, Пуерто Рико, Хаити и Ямайка.
Регионално е изчезнал в Ангуила, Антигуа и Барбуда и Бахамски острови.
Обитава гористи местности и пещери.

## Описание
Теглото им е около 8,7 g.